# Botanischer Verein am Mittel- und Niederrhein
Der Botanische Verein am Mittel- und Niederrhein war einer der ältesten botanischen Vereine Deutschlands mit Sitz in Koblenz.

## Geschichte
Im Jahr 1834 wurde in Koblenz auf Initiative von Philipp Wilhelm Wirtgen und Theodor Friedrich Ludwig Nees von Esenbeck ein Botanischer Verein am Mittel- und Niederrhein gegründet. Ziel des Vereins war die Erforschung der Flora der Rheinlande und die gegenseitige Unterlehrung und Unterstützung in dem Studium der Botanik. Zu den Mitbegründern und ersten Mitgliedern, die im August 1834 aufgenommen werden konnten, gehören Karl Wilhelm Arnoldi, Michael Bach, Johann Carl Fuhlrott und Louis Clamor Marquart.
Auf Vorschlag des Apothekers und Botanikers Louis Clamor Marquart wurde der Verein 1843 de facto aufgelöst und ein auf das Gebiet der preussischen Rheinlande erweiterter Verein neu aufgestellt. Marquart erarbeitete mit dem Kölner Apotheker und Botaniker Johann Friedrich Sehlmeyer und dem Elberfelder Gymnasiallehrer Johann Carl Fuhlrott die Statuten dieses Vereins und Pfingsten 1843 konnte in Aachen die Gründungsversammlung des "Naturhistorischen Vereins der preussischen Rheinlande" abgehalten werden.
Das Herbarium und die Bibliothek gingen an den Naturhistorischen Verein der preussischen Rheinlande über.

## Schriften
- Erster Jahresbericht des botanischen Vereines am Mittel- und Niederrheine. Henry & Cohen, Bonn 1837 Digitalisat
- Zweiter Jahresbericht des botanischen Vereines am Mittel- und Niederrheine. Henry & Cohen, Bonn 1839 Digitalisat
- Dritter Jahresbericht des botanischen Vereines am Mittel- und Niederrheine. Dubois & Werle, Coblenz 1840 Digitalisat